# Kamiandougou
Kamiandougou is een gemeente (commune) in de regio Ségou in Mali. De gemeente telt 15.200 inwoners (2009).
De gemeente bestaat uit de volgende plaatsen:
- Kala-Wèrè
- Kamian
- Kangorogo
- Koussi
- M'Balibougou
- Moribougou
- N'Gabakoro-Wèrè
- Nakoro
- Ninga
- Niangolona
- Nonongo (hoofdplaats)
- Nonongo-Wèrè
- Sagnè
- Sagnè-Wèrè
- Sirakoun
- Sorona
- Tatla
- Tla
- Tlabougou